# Francisco Narbón
Francisco Javier Narbón Cuadra (Ciudad de Panamá, 11 de febrero de 1995) es un futbolista panameño que juega como mediocampista en el Nati SC del Futbol 7.

## Trayectoria

### Clubes juveniles y Universitario
Narbón pasó su carrera juvenil en la academia de fútbol de Shattuck-Saint Mary's y en el Chepo FC antes de firmar una carta de intención para jugar fútbol universitario en el James Madison Dukes. Hizo 16 apariciones en su primer año con los Dukes. Fue considerado novato del año y jugador del partido en varias ocasiones.

### Clubes Profesionales

#### FC Cincinnati
El 7 de diciembre de 2015, se anunció que Narbón había fichado por el FC Cincinnati, club de expansión de la United Soccer League.

#### Seattle Sounders 2
Narbón fichó por el Seattle Sounders FC 2 de la USL Championship el 24 de marzo de 2017. Durante un partido contra el Swope Park Rangers el 5 de julio de 2018, se fracturó la tibia y el peroné derechos tras una entrada. Debutó con el primer equipo del Seattle Sounders en la Lamar Hunt U.S. Open Cup el 14 de junio de 2017 en la victoria 2 a 1 contra el Portland Timbers en el Starfire Sports.

#### CD Plaza Amador
Narbón se operó en Seattle y luego firmó con el CD Plaza Amador de Panamá. Debutó con el club en la Primera División de Panamá el 5 de agosto de 2019 en el empate 1 a 1 contra el Atlético Chiriquí en el Estadio Maracaná.

#### Deportivo del Este
Fichó por el Deportivo del Este el 13 de julio de 2021. Debutó con el club en el empate 0 a 0 contra el CD Árabe Unido en el Estadio Maracaná.

## Selección nacional

### Categorías inferiores
Ha sido convocado por selección Sub-17 de Panamá para disputar el Campeonato Sub-17 de la Concacaf de 2011 y la Copa Mundial de Fútbol Sub-17 de 2011. Con la selección sub-20 de Panamá Campeonato Sub-20 de la Concacaf de 2013 el Campeonato Sub-20 de la Concacaf de 2015 y la Copa Mundial de Fútbol Sub-20 de 2015. Con la selección sub-22 de Panamá Juegos Panamericanos de 2015. Y con la selección sub-23 de Panamá en el Preolímpico de Concacaf de 2015.

### Selección absoluta
El 6 de agosto de 2014, Narbon hizo su debut en la selección absoluta de Panamá en la derrota por 3-0 ante Perú. También fue convocado para los dos últimos partidos de Panamá de la Copa Centroamericana 2014, pero no participó en ninguno de ellos.

### Participaciones en selección nacional
| Copa                      | Categoría | Sede           | Resultado        | Partidos | Goles |
| ------------------------- | --------- | -------------- | ---------------- | -------- | ----- |
| Campeonato Sub-17 2011    | Sub-17    | Jamaica        | Tercer lugar     | 4        | 0     |
| Copa Mundial Sub-17 2011  | Sub-17    | México         | Octavos de final | 3        | 0     |
| Campeonato Sub-20 2013    | Sub-20    | México         | Cuartos de final | 1        | 0     |
| Copa Centroamericana 2014 | Mayor     | Estados Unidos | Tercer lugar     | 0        | 0     |
| Campeonato Sub-20 2015    | Sub-20    | Jamaica        | Subcampeón       | 3        | 0     |
| Copa Mundial Sub-20 2015  | Sub-20    | Nueva Zelanda  | Fase de grupos   | 3        | 0     |
| Juegos Panamericanos 2015 | Sub-22    | Canadá         | Cuarto lugar     | 5        | 0     |
| Preolímpico 2015          | Sub-23    | Estados Unidos | Fase de grupos   | 3        | 0     |
| Liga de Naciones 2019-20  | Mayor     | Concacaf       | Fase de grupos   | 0        | 0     |

## Clubes
| Club                  | País           | Año       |
| --------------------- | -------------- | --------- |
| Shattuck-Saint Mary's | Estados Unidos | 2011-2013 |
| Chepo FC              | Panamá         | 2013-2014 |
| James Madison Dukes   | Estados Unidos | 2014      |
| FC Cincinnati         | Estados Unidos | 2016      |
| Seattle Sounders FC 2 | Estados Unidos | 2017-2018 |
| CD Plaza Amador       | Panamá         | 2019-2020 |
| Deportivo del Este    | Panamá         | 2021      |